# Pikku Asmuntinjärvi
Pikku Asmuntinjärvi eller Pieni Asmuntinjärvi är en sjö i kommunen Ranua i landskapet Lappland i Finland. Sjön ligger 159,7 meter över havet. Arean är 44 hektar och strandlinjen är 3,06 kilometer lång. Sjön  ingår i Ijo älvs huvudavrinningsområde.   Den ligger omkring 82 kilometer söder om Rovaniemi och omkring 630 kilometer norr om Helsingfors. 